# Hikueru
Hikueru ist ein Atoll des Tuamotu-Archipels in Französisch-Polynesien. Das nächste Atoll ist das Tekokota-Atoll, welches 22 km nördlich liegt. Hikeru hat eine ovale Form von 15 km Länge und 9,5 km Breite. Die tiefe Lagune des Atoll hat keinen schiffbaren Zugang zum Meer. Hikueru ist Hauptort der Gemeinde Hikueru.

## Geschichte
Das Atoll wurde 1768 von Louis Antoine de Bougainville entdeckt. Eben so wurde das Eiland von Domingo de Boenechea 1774 aufgesucht. Er gab dem Atoll den Namen San Juan.
Jack London beschreibt in seinem Roman „South Sea Tales“ einen Wirbelsturm der über Hikeru fegte. Bei diesem Sturm, der tatsächlich 1903 Hikueru und Hao verwüstete, starben auf beiden Atollen 371 Menschen.
Tapupati im Nordwesten des Atolls ist der bedeutendste Ort, 2000 wurde ein Flugfeld angelegt. Wichtige Einkommensquellen der Bewohner sind Kopraherstellung und Perlenzucht. Bis in die 1970er Jahre war Hikueru ein Zentrum für Tiefseetaucher.